# نوید افکاری
نوید افکاری سنگری (۳۱ تیر ۱۳۷۲ – ۲۲ شهریور ۱۳۹۹) کشتی‌گیر ایرانی و از معترضان اعتراضات مرداد ۱۳۹۷ ایران بود. او به ادعای نظام جمهوری اسلامی ایران به دلیل شرکت در این اعتراضات در شیراز، دستگیر و به اتهام محاربه و همچنین قتل یک مأمور امنیتی در جریان این اعتراضات و فهرستی از اتهامات دیگر به دو بار اعدام، شش سال و شش ماه حبس و ۷۴ ضربه شلاق محکوم شد. او در ۲۲ شهریور ۱۳۹۹ به طور ناگهانی و بدون اینکه آخرین دیدار را با خانواده خود داشته باشد، بر اساس گفتهٔ قوه قضائیه، در زندان عادل آباد شیراز اعدام شد. بنا به فایل صوتی منتشرشده از آخرین مکالمه او و برادرش در حوالی ساعت ۱۱ شب، او می‌گوید که قرار است به زندان دیگری منتقل شود و با ابراز امیدواری می‌گوید «خیالش راحت است» و موضوع «درست می‌شود». او از اجرای حکم اعدام بی‌خبر بوده و شرایط عادی داشته اما ناگهان صبح روز بعد قوه قضائیه اعلام می‌کند که افکاری اعدام شده است. او که در هنگام اعدام ۲۷ سال داشت، در گذشته دارای چند عنوان قهرمانی کشتی کشوری بوده است.
دو برادر افکاری—وحید و حبیب—نیز از سوی قوه قضائیه جمهوری اسلامی ایران محکوم شناخته شده‌اند. وحید به تحمل ۵۴ سال و ۶ ماه حبس و ۷۴ ضربه شلاق و حبیب نیز به تحمل ۲۷ سال و ۳ ماه حبس و ۷۴ ضربه شلاق محکوم شده است. پروندهٔ این سه برادر به ترتیب در دادگاه کیفری استان فارس و دادگاه انقلاب شیراز به دلیل اتهامات متعدد مورد بررسی جداگانه قرار گرفت. در جریان دادگاه این سه، وحید و نوید دارای یک وکیل تسخیری بودند، اما حبیب هیچ وکیلی نداشت. نوید افکاری در نامه‌ای که منتشر کرد، نوشته بود که همهٔ اعترافات وی تحت شکنجهٔ روحی و جسمی بوده، از جمله اینکه «روی صورتش پلاستیک کشیده بودند» و او «تا مرز خفگی و مرگ پیش رفته» و در این شرایط «مجبور به اقرار به مطالب ساختگی» شده است. وکیل برادران افکاری گفت که نه تنها «اقرار تحت فشار روانی و جسمی بوده و آن‌ها در دادگاه، ارتکاب قتل را انکار کردند» بلکه «فیلم مورد ادعای خبرگزاری قوه قضائیه که متهمان را در حال قتل نشان می‌دهد هم وجود ندارد».
در ۲۶ شهریور ۱۳۹۹، فایل صوتی از یکی از جلسات دادگاه توسط سازمان حقوق بشر ایران منتشر شد که افکاری از قاضی می‌خواهد فیلم منتسب به او دربارهٔ قتل که در پرونده ذکر شده را به وی و شکات نشان بدهد، اما قاضی نمی‌پذیرد و می‌گوید این‌ها «تشریفات» است و «ضبط نشده» است. دادگاه در مقابل ادامهٔ درخواست‌های او می‌گوید «من هستم که باید مطمئن شوم تا با خیال راحت طناب دار را به گردنت بیندازم». در جزئیات پرونده، اقرار یکی دیگر از متهمان پرونده مبنای دیگری برای اثبات جرم برادران افکاری بوده است، اما شخص مذکور پس از آزادی، با شهادت‌نامه محضری تأکید کرده که اقرار و شهادت او علیه برادران افکاری، که آن هم فقط در آگاهی بوده و نه در محضر دادگاه، زیر شکنجه از او گرفته شده و دروغ است. او حتی اعلام کرد که اولین بار با وحید افکاری در دادگاه ملاقات کرده است.
بهیه نامجو، مادر نوید افکاری نیز در مصاحبه‌ای گفت: «آن‌ها پسرانم را شکنجه کردند تا علیه همدیگر شهادت دهند» و «وحید تحت همین شکنجه‌ها، تا دو بار اقدام به خودکشی کرده است». او تأیید کرد که همسر و دامادش نیز بازداشت شده‌اند و پسرانش در یک «دادگاه ناعادلانه» و بدون «هیچ مدرکی» قرار گرفتند.

## پیشینه ورزشی
افکاری یک کشتی‌گیر بود و مقام‌های کشوری فراوانی نیز کسب کرده بود. از میان مقام‌های افکاری می‌توان به رتبه هشتمی وزن ۷۱ کیلو در «رقابت‌های عمومی کشتی فرنگی بزرگسالان کشور» واقع در «خانه کشتی شماره ۲ مجموعه ورزشی آزادی تهران» در سال ۱۳۹۵ اشاره کرد. وی به عنوان نماینده استان فارس در این مسابقات حاضر شده بود. در اسفند ۱۳۸۹ او در وزن ۶۹ کیلوگرم در «مجموعه ورزشی برق تهران» در اردوی تیم کشتی فرنگی نوجوانان به منظور حضور در «رقابت‌های جهانی و آسیایی» رقابت کرد. در شهریور ۱۳۸۹، در «رقابت‌های کشتی فرنگی نوجوانان قهرمانی کشور» که در شهر سنندج برگزار شد به مقام دوم در وزن ۶۹ کیلوگرم دست یافت.

## اتهامات و حکم اعدام
۲۰ اتهام توسط شعبهٔ ۱۱۶ دادگاه کیفری ۲ جمهوری اسلامی در استان فارس صادر شده است. در میان آن‌ها اتهاماتی نظیر «تشکیل دسته‌ای معاند نظام با مقاصد برهم زدن امنیت کشور»، «سرقت مقرون به آزار»، «نگهداری اموال مسروقه» و «توهین به رهبری» به چشم می‌خورد، اما مهم‌ترین اتهام قتل بسیجی شاغل در حراست سازمان آب منطقه‌ای شیراز می‌باشد منجر به صدور حکم اعدام وی از سوی دادگاه انقلاب و دادگاه کیفری شیراز شده است. نام فرد کشته‌شده «حسن ترکمان» عنوان شده و تاریخ کشته شدنش نیز به هفتهٔ دوم مرداد ۱۳۹۷ بازمی‌گردد. برخی خبرگزاری‌های نزدیک به نهادهای امنیتی گفتند او یکی از نیروهای امنیتی حاضر در تجمعات شیراز بوده است.
به گفتهٔ خبرگزاری هرانا، سعید دشتکی ۲۲ ساله، اهل شیراز به عنوان متهم ردیف چهارم پرونده، همراه با این سه برادر از سوی قوهٔ قضاییه محکوم شناخته شده است. او در مجموع به تحمل ۱۷ سال و ۹ ماه حبس و ۷۴ ضربه شلاق و پرداخت دیه بالمناصفه به دلیل «اخلال در نظم عمومی»، «توهین به مأموران در حین انجام وظیفه»، «تمرد نسبت به مأموران در حین انجام وظیفه»، «جرح عمدی با شی برنده» و «تبانی و اجتماع جهت ارتکاب جرم» محکوم شده است. شغل نوید و وحید گچ‌کاری بوده و حبیب نیز به جوشکاری مشغول بود.
| نام         | حکم قضایی                              | دادگاه               |
| ----------- | -------------------------------------- | -------------------- |
| نوید افکاری | دو بار اعدام، ۶ سال و ۶ ماه حبس تعزیری | انقلاب و کیفری شیراز |
| وحید افکاری | ۵۴ سال و ۶ ماه حبس تعزیری              | انقلاب و کیفری شیراز |
| حبیب افکاری | ۱۲ سال و ۶ ماه حبس تعزیری              | انقلاب و کیفری شیراز |

## جزئیات پرونده
قوه قضائیه مدعی است که نوید افکاری در دادگاه علنی و بدون هیچ‌گونه شکنجه و آزاری محاکمه شده است و به اتهام مباشرت به قتل عمد حسن ترکمان بر اساس اسناد و مدارک محرز محکوم به قصاص شده و این حکم از سوی دیوان عالی کشور نیز عیناً تأیید شده است.
این در حالی است که صدایی ضبط شده از وحید افکاری دربارهٔ روز دادگاه منتشر شد که در آن می‌گوید:
خانواده مقتول از همان اول هر گونه آشنایی با ما را منکر شدند. به قاضی گفتم اگر کسی شاهد بوده، برای شهادت احضارش کنید. اگر خطوط موبایل من در منطقه وقوع قتل آنتن‌دهی داشته، یا دوربینی من را ثبت کرده، نشان دهید. اگر آلت جرمی از من یا خانه ما کشف شده، نشان دهید؛ ولی بدون شک همچین ادله‌ای وجود خارجی نداشته؛ چون ما بی‌گناه بودیم. قاضی به نام مهرداد تهمتن فقط ما را نگاه می‌کرد. من گفتم شهودی دارم که نشان می‌دهد من در زمان قتل جای دیگر بودم و من را دو سال بی‌گناه در زندان نگه داشتید. وقتی این‌ها را می‌گفتم قاضی فقط خندید و تمسخر کرد و پرسید اتهامت را قبول داری یا نه. من می‌خواستم خبرنگاران و رسانه‌ها در دادگاه باشند اما قاضی مخالفت می‌کرد.
نوید افکاری به قاضی گفت که فیلم دوربین مداربسته‌ای که به عنوان مدرک در کیفرخواست آورده شده، یک بار دیگر در دادگاه نشان داده شود تا مشخص شود که افراد سوار بر موتورسیکلت، او و برادرانش نیستند ولی قاضی مخالفت کرد و گفت «نیازی به نمایش این فیلم‌ها نیست». نوید افکاری در رابطه با موتورسیکلت موجود در صحنه جرم، گفت:
آقای بهروزی در بازسازی صحنه می‌نویسد این همان موتوری است که با آن قتل انجام شده است. آیا کارشناسی شده که این همان موتور است؟ موتور آمده در حیاط آگاهی و از آن فیلم گرفته شده است. پلاک موتور برادر من وحید افکاری با پلاک موتوری که در صحنه قتل مشاهده شده متفاوت است. آقای بهروزی که می‌داند خانواده شکات و کارشناسان و همسر مقتول همگی می‌گویند از فلان موتور شکایت دارند. پس چرا از این موتور فیلم گرفته‌اند؟
خبرگزاری میزان، وابسته به قوهٔ قضائیه، اعلام کرده است که شاهدی که متهمان دقایقی بعد از قتل اقدام به تشریح ماجرا نزد وی کرده‌اند به صراحت علیه برادران افکاری شهادت داده است؛ این در حالی است که فرد شاهد، در دو شهادت‌نامهٔ محضری که در زمان آزادی موقت تنظیم کرده است، تأکید کرده که اقرار و شهادت او علیه برادران افکاری، که آن هم فقط در آگاهی بوده است نه در محضر دادگاه، «زیر شکنجه از او گرفته شده» و «دروغ است». او در شهادت‌نامهٔ خود این‌گونه اظهار کرده است:
در صحت و سلامت کامل عقلی و با تکیه بر وجدان و شرف و امنیت قضایی و با سوگند به اسماء جلاله خداوند والله بالله تالله سوگند یاد می‌کنم که اینجانب از هیچ عمل مجرمانه‌ای توسط آقای نوید افکاری فرزند حسین مطلع نمی‌باشم و در بدو بازداشتم توسط ضابطین دادگستری به کرات این بی‌اطلاعی را بیان نمودم، اما با اکراه و فشار و ترس مرا به تقریر کذبیاتی وادار نمودند که به هیچ عنوان مورد تأیید بنده نیست و صحت ندارد.

## وکالت پرونده
خبرگزاری میزان، وابسته به قوهٔ قضائیه، اعلام کرده است که نوید افکاری، در دادسرا دارای «وکیل تعیینی» بوده و در دادگاه نیز وکیل داشته است؛ اما بر اساس محتویات پرونده‌ها و تأیید خانواده، برادران افکاری تنها در پروندهٔ دادگاه انقلاب که حکم بدوی آن صادر شده است وکیل تعیینی داشته‌اند و در دو دادگاه دیگر و در مرحلهٔ تحقیقات مقدماتی و دادسرا وکیل تعیینی نداشته‌اند.
در همین رابطه، افکاری بیان کرد که وکیل آن‌ها زیر فشارهای امنیتی قرار گرفته و به همین سبب مجبور به استعفاء شده و هیچ وکیلی «از روی ترس»، پرونده را قبول نمی‌کند. او در مدت بازداشت تا دومین بار اعتصاب غذا به مدت ۲۰ روز کرد و یک بار «با پاره کردن گردنش توسط شیشه» اقدام به خودکشی کرد.
حسن یونسی وکیل پروندهٔ نوید افکاری نیز ضمن رد اتهامات وارده به افکاری نوشت: «هیچ تصویری از لحظهٔ ارتکاب جرم (قتل مرحوم حسن ترکمان کارمند حراست اداره آبفا) وجود ندارد. فیلم مورد ادعا مربوط به یک ساعت قبل از زمان قتل است. توضیحات به زودی منتشر خواهد شد.»
همچنین وی در ۱۲ شهریور ۱۳۹۹ به خبرگزاری ایلنا گفت: «ادعا شده که فیلمی موجود است و صحنه ارتکاب قتل را توسط متهمان نشان می‌دهد در حالی که چنین فیلمی اصلاً موجود نیست و در ادله و مدارکی نیز که در دادگاه رسیدگی شده چنین فیلمی وجود ندارد.
تنها فیلمی که موجود است از دوربین مداربسته‌ای است که مربوط به یک ساعت قبل از وقوع قتل است که نشان می‌دهد که یکی از متهمان در آن محل حضور داشته، البته متهمان این را انکار نمی‌کنند و از ابتدا اظهار کردند که برای تعمیر موبایل در محل حاضر بوده‌اند؛ این ادعا که فیلم، لحظه و صحنهٔ ارتکاب قتل را نشان می‌دهد، چنین چیزی به هیچ عنوان صحت ندارد و درست نیست.»
مهدی محمودیان، عضو انجمن دفاع از حقوق زندانیان نیز در توییتر خود، افکاری را «بی‌گناه» دانسته و نوشت: «به عنوان کسی که بیش از ۱۰۰۰ صفحه از این پرونده را خوانده‌ام اعلام می‌کنم این ادعای خبرگزاری میزان دروغ محض است و هیچ، تأکید می‌کنم هیچ فیلمی که نشان بدهد #نوید_افکاری یا برادرانش در این قتل دست داشته‌اند وجود ندارد، حتی اندازه یک فریم.»

## اظهارات قوه قضائیه
خبرگزاری میزان وابسته به قوه قضائیه در نخستین واکنش خود به درخواست لغو حکم اعدام افکاری، وی را «قاتل یک شهروند بی‌گناه» نامید و بی‌بی‌سی فارسی و ایران اینترنشنال را به استفاده از واژهٔ کشتی‌گیر «برای تحت تأثیر قرار دادن مخاطب» متهم کرد و افزود «آن‌ها یک پروژهٔ مجدد شروع کرده‌اند» و «همگی خط مشی دارند». در ادامهٔ گزارش نوشت که نوید افکاری «قصد ترور» داشته که به‌خاطر نامنظم بودن تردد، فرد «موفق به ترور وی نمی‌شود». سپس نقل قولی از نوید افکاری را می‌آورد که می‌گوید: «مقتول را با برادرم تعقیب کردم و در حالی که من ترک موتور نشسته بودم با چاقو اقدام به قتل مقتول کردم» در نتیجه متهمان «اقرار به جرم انتسابی کرده‌اند.» (این ادعا در حالی است که نوید افکاری در صدای منتشر شده از خود، گفته بود که موتور حاضر در صحنه، به خودش تعلق نداشته و او در زمان قتل در مکان دیگری حضور داشته و آنتن گوشی نیز همین را نشان می‌دهد).
در ادامه آورده شده که یک شاهد دقایقی بعد از قتل، «ادای شهادت کرده» در حالی که نوید افکاری گفته بود که هیچ شاهد و مدرکی برای اتهام قتل وجود ندارد. در ادامه گزارش نوید افکاری را سابقه‌دار معرفی می‌کند که دارای «ضرب و جرح عمدی و سرقت اموال» است و در تأکید بسیاری بر حضور وکیل تعیینی می‌کند (در حالی که وحید و نوید دارای یک وکیل تسخیری بودند، اما حبیب هیچ وکیلی نداشت و به گفتهٔ نوید «هیچ وکیلی از روی ترس حاضر به وکالت پرونده نیست» و اگر هم باشد آن‌ها «بضاعت مالی برای وکیل ندارند» و همان وکیل تعیینی نوید افکاری «زیر فشارهای امنیتی مجبور شد استعفاء دهد».)
در نهایت خبرگزاری میزان وابسته به قوه قضاییه، ادعا کرده که نوید افکاری در حضور وکیل تعیینی گفته «شکنجه نشده‌ام و به پزشکی قانونی نمی‌روم.» همچنین قوهٔ قضائیه صورت جلسه‌ای با امضاء و اثر انگشت افکاری را ارائه داده که در متن آن گفته شده که «او شکنجه نشده و مورد توهین نبوده و درخواست پزشکی قانونی هم ندارد.» حسین رئیسی، حقوقدان، با بی‌اعتبار دانستن این سند بیان کرد که این به معنی «تحت شکنجه بودن شدید نوید افکاری» است، به طوری که او «شکنجه شده است تا اعتراف کند که شکنجه نشده است.» همچنین به گفتهٔ نوید افکاری علاوه بر وضع وخیم جسمانی، پزشک قانونی شکسته شدن دست و شکنجه شدن‌اش را تأیید کرده و حتی تاییدیه را گرفته اما قاضی در جلسهٔ دادگاه «از توجه به برگه پزشکی قانونی خودداری کرده» و اعلام کرده «این مسئله به دادگاه ربطی ندارد و باید بروند جای دیگری شکایت کنند.» در این رابطه شاهد علوی، خبرنگار، در رابطه با امتناع نوید افکاری از حضور در پزشکی قانونی و امضای صورت جلسه‌ای مبنی بر این‌که شکنجه نشده است، می‌گوید:
«خانوادهٔ آقای افکاری در گفتگو با من عنوان کردند که ستوان ابوالقاسم عباسی، بازجوی پرونده و سرگرد اسماعیل نیکبختی، مسئول بالادستی عباسی، نوید افکاری را تهدید می‌کنند که اگر برگه امتناع از رفتن به پزشک قانونی را امضا نکند، پس از بازگشت و با عنوان تکرار تحقیقات، «بلایی هزار بار بدتر سر او می‌آورند و خانواده‌اش را هم یکی پس از دیگری بازداشت می‌کنند.» در این شرایط، نوید افکاری در همان بازداشت‌گاه آگاهی می‌نویسد شکنجه نشده است و پزشک قانونی نمی‌رود.»

## پخش اعترافات اجباری
شامگاه شنبه ۱۵ شهریور ۱۳۹۹، تلویزیون دولتی جمهوری اسلامی برنامه‌ای پخش کرد که گفته شده مضمون «اعترافات» نوید افکاری است؛ اعتراف‌هایی که نوید افکاری گفت «زیر فشار مداوم شکنجه» از او گرفته شد. در برنامهٔ پخش شده از صدا و سیما او می‌گوید که «دوبار به آن فرد ضربه زده بود.» در حالی که حسن یونسی، پسر چهارمین وزیر اطلاعات جمهوری اسلامی و وکیل افکاری، می‌گوید که هیچ مدرک «روشنی» برای اثبات گناهکار بودن موکل او در دست نیست.

## موضوع شکنجه‌ها
در ۱۰ شهریور ۱۳۹۹، فایل صوتی از نوید افکاری منتشر شد که او با رد اتهامات خود، تأیید کرد که زیر شکنجه مجبور به اعتراف شده است و قاضی پرونده این اعترافات زیر شکنجه را نمی‌پذیرد و شاهد را احضار نمی‌کند. به گفتهٔ نوید افکاری گزارش پزشک قانونی تأیید کرده که او شکنجه شده و یک شاهد به نام شاهین ناصری او را هنگام شکنجه شدن در ادارهٔ آگاهی شیراز دیده است. شاهین ناصری دربارهٔ شکنجهٔ افکاری چنین می‌گوید: 
یک روز در آگاهی در راهرو صدای داد و بیداد و التماس شنیدم. سروان همراهم از من خواست که در راهرو بایستم تا او برگردد. رفت در یک اتاق را باز کرد. من هم از روی کنجکاوی رفتم ببینم چه خبر است. دیدم دو نفر لباس شخصی در یک اتاقی با فحاشی و باتوم و لوله نوید را با بی‌رحمی تمام کتک می‌زنند. بهش می‌گفتند هر چی ما می‌گیم درسته. چیزهایی که می‌گیم می‌نویسی یا نه؟ نوید هم التماس می‌کرد نزنید، من کاری نکردم. دست‌هاش هم می‌آورد روی سرش. یکی از مامورهایی که بعداً فهمیدم اسمش عباسی است همچین کوبید روی دستش که نوید ضجهٔ بلندی زد و از حال رفت.— 

شاهین ناصری در ادامه اضافه کرد: 
من در سه دادسرا در این رابطه شهادت دادم. در دادسرای جرایم امنیتی که رفتم برای شهادت بازپرس شعبه گفت: در آگاهی چه دیدی؟ من دیده‌هایم را توضیح دادم. بازپرس با لحن بدی گفت: تو داری در پروندهٔ امنیتی دخالت می‌کنی. پدرت را درمی‌آورم. همین مأمورها را وادار می‌کنم که به خاطر تهمت و افترا ازت شکایت کنند. ذوبت می‌کنم.— 
در یک فایل صوتی دیگر، نوید افکاری گفت که «دست راستش از چند نقطه شکسته» و علاوه بر تأیید پزشک قانونی، نتوانسته برای معالجه با پزشک ملاقات کند. او همچنین تأیید کرد که فرد کشته شده (حسن ترکمان) را نمی‌شناسد «ولی زیر شکنجه به خاطر نجات خانواده‌اش و به خاطر وحید «تن به خواسته‌های آنان» داده است.»
نوید افکاری در نامه‌ای که منتشر کرده نوشته است که همهٔ اعترافات وی تحت شکنجهٔ روحی و جسمی بوده، از جمله اینکه «روی صورتش پلاستیک کشیده بودند» و او «تا مرز خفگی و مرگ پیش رفته» و در این شرایط «مجبور به اقرار به مطالب ساختگی» شده است.
بهیه نامجو، مادر نوید افکاری نیز در مصاحبه‌ای گفت «آن‌ها پسران‌اش را شکنجه کردند تا علیه همدیگر شهادت دهند» و «وحید تحت همین شکنجه‌ها، تا دو بار اقدام به خودکشی کرده است». او تأیید کرد که همسر و دامادش نیز بازداشت شده‌اند و پسران‌اش در یک «دادگاه ناعادلانه» و بدون «هیچ مدرکی» قرار گرفتند. حبیب ۳ ماه بعد از عروسی‌اش بازداشت شد (۲۲ آذر ۱۳۹۷) ولی نوید و وحید «چند روز» بعد از اعتراضات بازداشت شدند (۲۶ شهریور ۱۳۹۷).

### نامهٔ خانواده
پدر، مادر و برادران افکاری با نامه‌ای به ابراهیم رئیسی، از رئیس قوه قضائیه درخواست کردند تا هنگامی که آثار ضرب و شتم وجود دارد آن‌ها را به پزشک قانونی بفرستد. حسین افکاری و بهیه نامجو از انتقال فرزندان‌شان به بخش انفرادی و مورد ضرب و شتم قرار گرفتن آن‌ها «به شدت ابراز نگرانی کردند» و در ادامهٔ نامه تکرار کردند که فرزندان‌شان برای اخذ اعتراف چندین بار زیر «ضرب و شتم و شکنجه» قرار گرفتند. در ادامهٔ نامه آمده: «ما از اینکه در قوه قضاییه رسیدگی مجددی به پروندهٔ فرزندان‌مان بشود و اظهارات آن‌ها در مورد بدرفتاری و نحوهٔ گرفتن اقرار مورد توجه و بررسی قرار بگیرد و عدالت رعایت شود، هنوز مأیوس نیستیم و تا زمان تعیین تکلیف امیدواریم که رعایت حقوق اولیه و انسانی آن‌ها بشود.»

### انتقال شاهد شکنجه نوید افکاری
روز شنبه ۲۹ شهریور ۱۳۹۹، مهدی محمودیان، فعال سیاسی که پرونده نوید افکاری را دنبال کرده بود، در حساب توییتر خود، دربارهٔ وضعیت شاهین ناصری نوشت: «حدود ۱۰ روز است که خانواده‌اش از او خبری ندارند. گویا او را تحویل همان نهادی داده‌اند که او علیه مأموران آن شهادت داده است.» به نوشته وی، شاهین ناصری فرزند عین‌الدین که در زندان عادل‌آباد شیراز محبوس است، «در محضر دادگاه به شکنجه شدن نوید افکاری در حین بازجویی شهادت داده و شفاهاً نیز اظهارات خود را تأیید کرده است». خبر انتقال شاهین ناصری، در روز پنج‌شنبه ۲۷ شهریور ۱۳۹۹، از زندان به آگاهی شیراز منتشر شده بود. مصادف با سالگرد اجرای حکم اعدام نوید افکاری، ناصری از سالن محل حبس خود در زندان تهران بزرگ به مکان نامعلومی منتقل شد.
سازمان حقوق بشر ایران از مرگ ناگهانی و مشکوک شاهین ناصری در سلول انفرادی زندان تهران بزرگ خبر داد. برادر شاهین گفته است: «دوستانش خبر کشته شدن وی در سلول انفرادی را به ما دادند. ولی هنوز هیچ مسئولی با ما تماس نگرفته است».
سازمان حقوق بشر ایران تأیید کرد که مقام‌های زندان با خانواده شاهین ناصری تماس گرفته‌اند تا برای تحویل جسد به پزشکی قانونی مراجعه کنند. مقام‌ها تاکنون توضیحی دربارهٔ علت مرگ شاهین ارائه نکرده‌اند.

## مکان بازداشت
پنجشنبه ۱۳ شهریور ۱۳۹۹، نوید افکاری از زندان خارج و به مکانی نامعلوم منتقل شد. مهدی محمودیان در توییتر خبر داد: «درحالی‌که برادران افکاری در بندهایی جداگانه در زندان عادل آباد شیراز نگهداری می‌شوند، پنجشنبه ساعت نزدیک ۹ شب، نوید افکاری از بند خود خارج و به مکانی نامعلومی منتقل شده است.» او همچنین خبر داد که نیروهای امنیتی، پنجشنبه شب، حبیب و وحید افکاری را کتک زده و به «بند ارشاد» زندان عادل‌آباد شیراز که از آن به عنوان مکانی برای «تنبیه زندانیان» یاد می‌شود، منتقل کرده‌اند. همچنین حسن یونسی، وکیل پرونده برادران افکاری به نقل از خانواده آن‌ها همین موضوع را اعلام کرد و گفت «تاکنون هیچ اطلاعی از محل نگهداری آن‌ها وجود ندارد.».
ماهرخ غلامحسین پور، نویسنده و روزنامه‌نگار، در توییتر گفت: «نوید افکاری را به بند عبرت عادل آباد منتقل کردند. بندی که دسترسی به بیرون و تلفن ندارد و جای نگهداری اعدامی هاست. وحید و حبیب را هم به بند ارشاد یا بند تنبیه مجرمان عادل آباد منتقل کرده‌اند. تلفن زندان قطع شده و تماس‌های تلفنی ضروری از زندان فقط در حد ۲۰ ثانیه ممکن است.»
مهدی محمودیان در ۱۶ شهریور ۱۳۹۹، خبر داد که نوید افکاری توانسته با خانواده تماس بگیرد و از وضعیت خود خبر دهد و در این تماس کوتاه گفته که به همراه دو برادرش در یک مکان نگهداری می‌شوند. همچنین نوید افکاری توضیح داد که در زندان «کتک خورده» و باید به پزشک قانونی رجوع کند ولی مسئولان زندان از تحویل برگه شکایت خودداری می‌کنند.

## مرگ

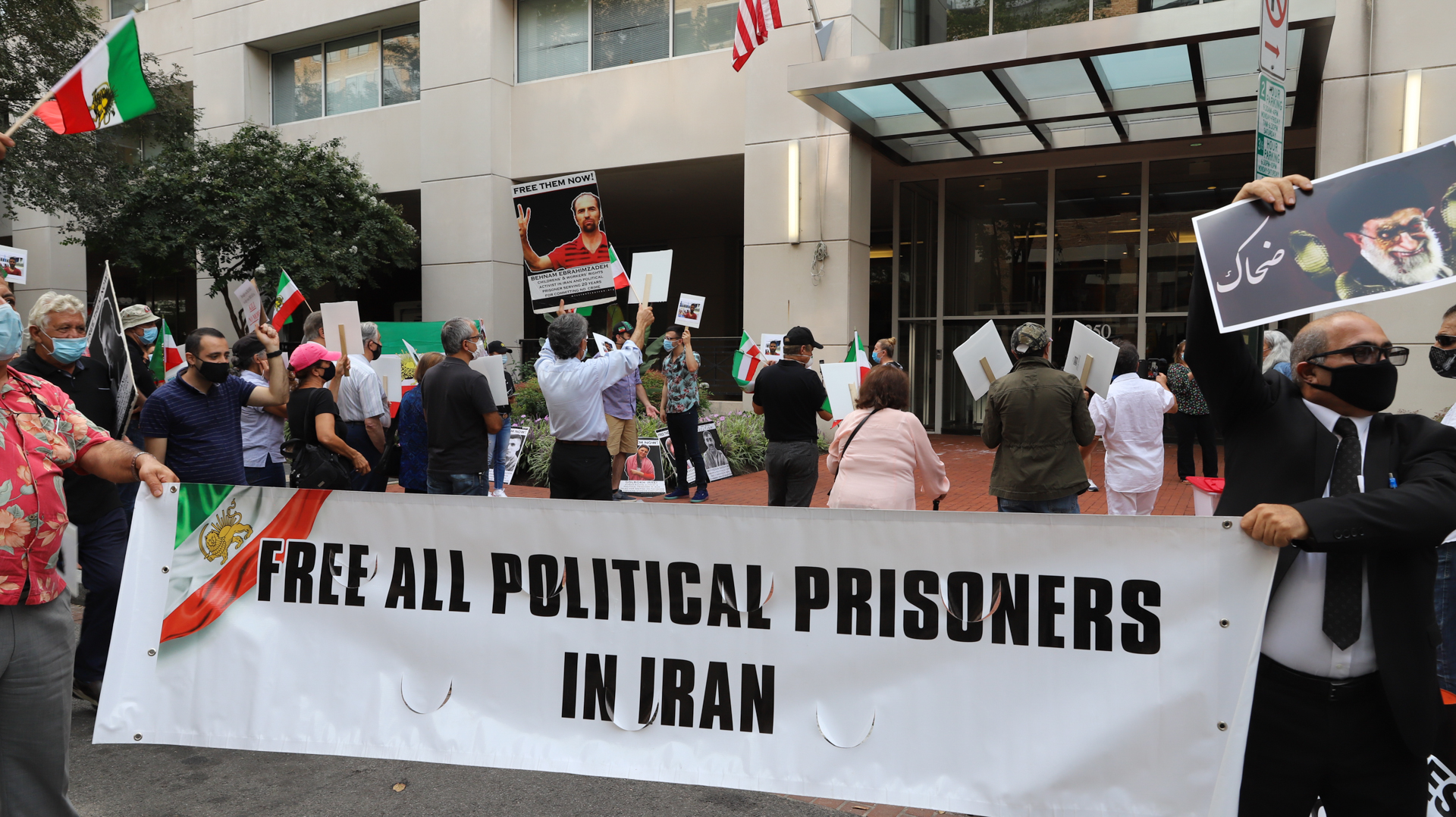
تجمع اعتراض به اعدام نوید افکاری مقابل دفتر حافظ منافع ایران در آمریکا

بر پایه گزارش وکیل خانواده افکاری، حکم اعدام نوید افکاری، صبح روز شنبه ۲۲ شهریور ۱۳۹۹ (برابر با ۲۳ محرم ۱۴۴۲ ه‍.ق) انجام شد. برخی از فعالان سیاسی تلاش کردند تا با کسب رضایت اولیای دم از اجرای حکم اعدام نوید جلوگیری کنند. مهدی محمودیان در توییتر اعلام کرد که علاوه بر قبول کردن خانواده مقتول برای رضایت و صحبت، «یک دقیقه قبل از حرکت هواپیما» به سمت شیراز، اطلاع دادند که نوید اعدام شده است.
حسن یونسی، وکیل خانواده افکاری، در توییتر گفت: قوه قضائیه جهت اجرای حکم اعدام «آنقدر عجله» داشت که نوید را از «آخرین دیدار محروم» کرد و «بر اساس آیین‌نامه اجرای احکام قصاص محکوم علیه حق دارد قبل از اجرای حکم با خانواده خود دیدار داشته باشد». مهدی محمودیان، در واکنش گفت: وکلا داشتند لایحه درخواست بررسی دوباره پرونده را می‌نوشتند و انتظار اجرای اعدام را نداشتند و این حکم اعدام «به‌طور ناگهانی و بدون رعایت قوانین در ماه محرم» به اجرا درآمد.
مهدی محمودیان، شامگاه شنبه ۲۲ شهریور ۱۳۹۹، در توییتر نوشت که پیکر نوید افکاری در حوالی ساعت ۱۰ شب (کمتر از یک روز بعد از اعدام) «در روستای سنگر از توابع همایجان شهرستان سپیدان استان فارس تحت تدابیر امنیتی و شبانه به خاک سپرده شد».

### احتمال کشته شدن زیر شکنجه
به گفتهٔ شاهدان عینی به ایران اینترنشنال، در صورت نوید افکاری قبل از خاکسپاری آثار ضرب و جرح دیده شده و نشانه‌های شکستگی بینی قابل تشخیص بوده است. به گفته این شاهدان، به خانوادهٔ افکاری فقط اجازه دیدن صورت نوید داده شده است؛ بنابراین خانواده اجازه نداشته‌اند بدن او را ببینند.
به گفتهٔ مجتبی واحدی عده‌ای با توجه به عجلهٔ حکومت در اعدام نوید افکاری در حالی که واکنش‌های وسیع بین‌المللی در رابطه با حکم اعدام او در جریان بود و منع کردن نوید افکاری از آخرین دیدار با خانواده و همچنین دفن شبانهٔ او تحت تدابیر شدید امنیتی فرضیه‌ای را مطرح کرده‌اند که بر مبنای آن نوید افکاری بر اثر شکنجه در زندان و نه اعدام کشته شده است و دلیل این شکنجه را نبود مدارک کافی دانسته و اصرار نوید افکاری بر پخش فیلم ادعایی در مورد قتل از صدا و سیما را دلیل تحت فشار گذاشتن او و کشته شدنش در زیر شکنجه می‌دانند.

### عدم اطلاع از اجرای حکم
یک فایل صوتی دو دقیقه‌ای از آخرین تماس تلفنی نوید افکاری که روز دوشنبه ۲۴ شهریور ۱۳۹۹ در شبکه‌های اجتماعی منتشر شد، نشان می‌دهد که هیچ اطلاعی از اجرای حکم اعدام خود نداشته است. بر اساس فایل صوتی، این تماس تلفنی ساعت ۱۱ و ۲۳ دقیقه شامگاه روز جمعه ۲۱ شهریور بین نوید افکاری و برادرش برقرار شده است. در این تماس تلفنی، نوید افکاری می‌گوید قرار است او و دو برادرش دیگرش که در زیرزمین زندان عادل آباد شیراز بوده‌اند، صبح روز شنبه ۲۲ شهریور به تهران منتقل شوند. برخلاف وعده زندانبانان نوید افکاری، قوه قضائیه اعلام کرد که او همان صبح روز شنبه اعدام شد.

### بستن راه‌های منتهی به روستای محل دفن
روز پنج شنبه ۲۷ شهریور ۱۳۹۹، مراسم هفتم نوید افکاری در روستای سنگر برگزار شد و تصاویری از تجمع مردم انتشار یافت. بی‌بی‌سی فارسی ادعا کرد که «مأموران امنیتی راه‌های منتهی به روستای سنگر، محل دفن نوید افکاری» را بسته‌اند؛ و جو روستای محل دفن نوید افکای را «امنیتی» گزارش داد و گفت خانواده نوید افکاری به مزار وی مراجعه نکردند. به گفته امیر ابتهاج، خبرنگار، که در مراسم هفتم وی حضور داشت گفت: «عصر امروز، نیروهای امنیتی که حضور پرشماری هم داشتند، جاده روستای سنگر به سمت مزار #نوید_افکاری رو بستند. گفته میشه این مأموران فعلاً در روستا مستقر شدند برای پیشگیری از حوادث احتمالی بعدی! جو روستا هم‌اکنون به شدت امنیتیه.». همچنین تصاویری از پارک لاله تهران منتشر شد که افرادی عکس نوید افکاری را به دست گرفتند و شمع روشن کردند. همچنین گروهی از ایرانیان ساکن تورنتو کانادا در اعتراض به اعدام نوید، به یاد کشته‌شدگان اعتراضات آبان ۹۸ از جمله پویا بختیاری جمع شدند. به گفته بی‌بی‌سی فارسی در هلند، آلمان و آمریکا تظاهرات و تجمعات اعتراضی نیز برگزار شد.

### مراسم چهلم
۱ آبان ۱۳۹۹ مراسم چهلم نوید افکاری با حضور خانواده و بستگان بر سر مزار او برگزار شد. نهادهای امنیتی با بستن جادهٔ منتهی به قبرستان محل دفن نوید افکاری و با ایجاد ایست بازرسی در پلس‌راه، اتومبیل‌ها را بازرسی کردند.
همچنین اعضای خانواده افکاری توسط نهادهای امنیتی برای شرکت در مراسم و نحوهٔ برگزاری، با احضارهای تلفنی و بازداشت‌های ساعتی و… تهدید شدند. یک منبع مطلع گفته است آن‌هارا تهدید کردند که «برای نظام هزینه‌ای ندارد که افراد دیگری هم کشته شوند.» گفته شده: «چرا ساعت و روز مراسم را فراخوان داده‌اید نگران دو برادر دیگر و سایر اعضای خانواده نیستین؟»
در تمام مدت مراسم، مأموران حضور داشته و با تهدید به پاره کردن بنر و قطع اینترنت روستای سنگر، چک کردن گوشی‌های تلفن همراه و بازرسی اتومبیل‌هایی که از مراسم بازمی‌گشتند سعی در ایجاد خلل در روند برگزاری مراسم داشتند.

### تخریب و جلوگیری از گذاشتن سنگ قبر
روز پنج‌شنبه ۲۷ آذر ۱۳۹۹ نیروهای امنیتی برای جلوگیری از گذاشتن سنگ قبر بر روی مزار نوید، پدر و برادر او را که در حال تمیز کردن و آماده‌سازی مزار بودند بازداشت کردند و سنگ بتُنی موجود روی قبر را هم تخریب کردند. روز بعد از بازداشت پدر و برادر نوید، الهام افکاری، خواهر نوید افکاری، با انتشار عکسی از مزار تخریب شده نوید خبر داد که مزار برادرش را تخریب کرده‌اند.

## ابهامات پرونده و بازگشت شاهدان
بابک پاک‌نیا، وکیل دادگستری، روز ۲۳ شهریور ۱۳۹۹ در گفتگو با کانال تلگرامی «امتداد» با اشاره به اینکه به خواست خانواده نوید افکاری پرونده او را مطالعه کرده بود، از ابهام‌های عجیب در این پرونده گفت و اعلام کرد یکی از شهود (شاهد) از شهادت خود بازگشت و یکی دیگر از شهود هم گفت متهم را برای اولین بار در دادگاه دیده است. او گفت از شنیدن خبر اعدام تعجب کرده «به این دلیل که شرایط اعدام شرایط خاصی است، که هیچ‌کدام از آنها مهیا نبود.».
به گفته این وکیل، نوید افکاری سه پرونده داشت که حکم یکی از آنها «قصاص»، دیگری «اتهامی امنیتی مبنی بر محاربه» و سومی درگیری با مأموران بود. این وکیل دادگستری تأکید کرد در پرونده دوم فرجام‌خواهی صورت گرفته بود و پرونده‌های دوم و سوم هنوز مفتوح بودند. پاک‌نیا در ارتباط با استیذان برای انجام حکم ضمن ابراز بی‌اطلاعی از کیفیت انجام آن گفت: «من با برادر ایشان صحبت کردم و از او خواستم که مدام سامانه عدل ایران را چک کند تا اگر بحث استیذان در حال انجام است، متوجه شویم. تا آنجا که در سامانه پیگیری کردیم، بحث استیذان مطرح نشده بود.». بر اساس قوانین ایران، «حکم قصاص نفس پس از احراز قطعیت آن توسط دادگاه بدوی صادر کننده رای و نیز طی مرحله استیذان از ولی امر مسلمین و تنفیذ آن از سوی رئیس قوه قضاییه، با اذن ولی‌دم یا اولیاء دم به موقع اجراء گذاشته خواهد شد.».
پاک‌نیا در همین زمینه افزود: «ما تصور می‌کردیم با توجه به دو پرونده مفتوح او و استیذانی که هنوز انجام نشده، وقت این را داریم که برای پرونده نوید درخواست اعاده دادرسی مجدد دهیم و پرونده را دوباره به جریان بیندازیم.» او اشاره کرد علاوه بر ابهامات شکلی، این پرونده دارای ابهامات زیاد ماهیتی نیز بوده است و در زمینه نظر پزشکی قانونی نیز «مسائل دیگری» وجود داشت. پاک‌نیا اشاره کرد حق محکوم برای انجام دیدار آخر و همچنین رویه مربوط به اطلاع به وکیل در زمینه اعدام نیز رعایت نشد. به گفته پاک‌نیا، افکاری شب پیش از اعدام ساعت ۱۱:۳۰ با خانواده‌اش تماس گرفت و با آن‌ها صحبت کرد که «نشان می‌دهد شرایط تا آن زمان عادی بوده است.» او در ادامه ضمن انتقاد به اجرای حکم در ماه محرم به امتداد گفت: «این که از آن ساعت تا بامداد چه اتفاقی افتاده و چگونه شرایط اعدام او مهیا شده نمی‌دانیم.».
نوید افکاری نیز در فایل صوتی منتشره توضیح می‌دهد که پزشکی قانونی او و برادرانش را معاینه کرده، عکس گرفته و «هر جایی که [بر اثر شکنجه] آسیب دیده بود، ۱۰ الی ۱۵ جا را نوشتند». نوید افکاری همچنین به خادم‌الحسینی، رئیس گارد زندان عادل آباد شیراز، به عنوان فردی اشاره می‌کند که همراه با چند سرباز او را کتک زده‌اند. برخی رسانه‌های فارسی‌زبان خارج از کشور نیز به نقل از شاهدان عینی نوشته‌اند که هنگام دفن نوید افکاری، فقط موفق شده‌اند صورت او را ببینند و علاوه بر نشانه ضرب و جرح روی صورت نوید افکاری، بینی او هم «شکسته بود».
نوید افکاری در بخش دیگری از این تماس تلفنی می‌گوید که مشخص نیست آنها به چه زندانی منتقل می‌شوند ولی ابراز امیدواری می‌کند که مشکل حل شود و به خانواده‌اش پیام می‌دهد که نگرانی نداشته باشند. این زندانی در ادامه با امیدواری می‌گوید که «خیالش راحت است» و موضوع «درست می‌شود». مجموع اظهارات افکاری در این فایل صوتی نشان می‌دهد که او هیچ اطلاعی از اجرای حکم اعدام نداشته است.

## واکنش‌ها

### به حکم اعدام
درخواست وکیل مدافع نوید افکاری، مبنی بر پذیرش درخواست اعاده دادرسی موکل خود از سوی دیوان عالی جمهوری اسلامی، با همراهی گسترده در فضای مجازی فارسی‌زبان مواجه شد. حسن یونسی، وکیل مدافع وی، به خبرگزاری ایلنا گفت: «امیدواریم این امکان فراهم شود که هم درخواست اعاده دادرسی متهمان مورد پذیرش قرار بگیرد و هم تحقیقات مجدداً انجام شود و هم ادله دادگاه که مخدوش است، مجدداً رسیدگی شود.».
هشتگ نجات نوید افکاری به فارسی و انگلیسی در روزهای اول انتشار این اخبار، ترند اول توییتر فارسی‌زبان و جزء ده ترند برتر توییتر جهانی بوده است. علاوه بر این، هشتگ‌های مختلفی در تلاش برای جلوگیری از اعدام نوید افکاری در توییتر استفاده شده که «اعدام نکنید»، «نوید افکاری را اعدام نکنید»، «نوید افکاری» و «نویدمان را نکشید» از آن جمله هستند.

|                  | دونالد ترامپ | توییتر |
| @realDonaldTrump |              |        |

             شنیده‌ام که ایران می‌خواهد یک کشتی‌گیر بزرگ و محبوب، نوید افکاری ۲۷ ساله، را که تنها اقدام او شرکت در تظاهرات ضدحکومتی در خیابان بود را اعدام کند. مردم به بدتر شدن وضعیت اقتصادی و تورم اعتراض داشتند…
خطاب به رهبران ایران، خیلی ممنون خواهم شد اگر از جان این مرد جوان بگذرید، و او را اعدام نکنید. سپاسگزارم!
         

        ۴ سپتامبر ۲۰۲۰

- دونالد ترامپ، رئیس‌جمهور آمریکا، از رهبران ایران خواست که نوید افکاری را اعدام نکنند.
- رضا پهلوی در چند توئیت از ایرانیان خواست که برای نجات جان نوید افکاری تلاش کنند.[۷۵] وی همچنین قتل افکاری را محکوم کرده و آن را پیامی از طرف نظام برای ایجاد ترس در مردم و ایجاد خفقان دانسته است.[۷۶]
- نازنین بنیادی، بازیگر و فعال حقوق بشر ایرانی-بریتانیایی، که سفیر سازمان عفو بین‌الملل بریتانیا نیز است، در حساب توییتر خود اعلام کرد که خواهان توقف حکم اعدام است و نوشت که بستگان آقای افکاری می‌گویند که او تحت شکنجه اعتراف کرده است.[۵][۷۷]
- انجمن جهانی پاسداشت حقوق بشر، در طی یک بیانیه «خواستار توقف فوری اعدام نوید افکاری شد».[۳۸]
- پوریا نوری، برادر کسری نوری، از درویشان گنابادی زندانی در توییتر نوشت که «نوید افکاری از اینکه مردم صدای دادخواهی اش را شنیدند و به حکم اعدامش اعتراض کردند، روزنه امیدی در دلش روشن شده» است.[۷۲]
- روز ۱۳ شهریور ۱۳۹۹، مورگان اورتگاس، سخنگوی وزارت خارجه آمریکا، حکومت ایران را به شکنجه آقای افکاری و برادران او متهم ساخت و از حکم دادگاه علیه او ابراز انزجار کرد. او در توئیتی نوشت که واشینگتن نیز همانند همه جهان از حکم اعدام نوید افکاری خشمگین شده، کسی که تحت شکنجه مجبور شده است علیه خود اعتراف نادرست بکند و: «رژیم دو برادر او را نیز شکنجه و به چندین دهه زندان محکوم کرده است. آن‌ها را آزاد کنید».[۷۸]
- نسرین ستوده، حکم اعدام برای نوید افکاری را محکوم کرد «خواستار تشکیل دادگاهی عادلانه و رسیدگی بی‌طرفانه به پرونده او و کلیه بازداشت‌شدگان اعتراضات» شد و از مردم ایران و جهان درخواست کرد به افزایش صدور اعدام در ایران «واکنش جدی نشان دهند.».[۷۹]

#### واکنش ورزشکاران
|            | فیفا | توییتر |
| @fifamedia |      |        |

             فیفا تحولات روزهای اخیر در مورد پرونده قهرمان کشتی ایران نوید افکاری را دنبال کرده است
فیفا در نگرانی کمیته بین‌المللی المپیک و بسیاری دیگر در این زمینه شریک است و امیدوار است که زندگی نوید افکاری نجات پیدا کند.
         

        ۱۰ سپتامبر ۲۰۲۰

فدراسیون جهانی فوتبال، فیفا، در روز ۲۱ شهریور ۱۳۹۹ خواستار عدم اجرای حکم اعدام برای نوید افکاری شد.
براندون اسلی، فرانک اشتبلر، سالی رابرتز، باجرانگ پونیا و همسرش سانگیتا فوگات به کمپین حمایت از نوید افکاری پیوستند. دیوی کربی (رئیس کمیته علمی اتحادیه جهانی کشتی) و پیتر تائوبه (قهرمان جوجیتسوی جهان) نیز خواستار لغو حکم اعدام افکاری شده‌اند.
فرانک اشتبلر ضمن انتشار عکس افکاری در شبکه‌های اجتماعی و درخواست آزادی او، خواستار توقف اعدام در ایران شد. سالی رابرتز، قهرمان پیشین کشتی زنان نیز فعالیت‌هایی را برای اطلاع‌رسانی جهانی دربارهٔ حکم اعدام نوید افکاری آغاز کرد. او در صفحه فیس‌بوک خود از کارزاری خبر داد که در سایت change.org خطاب به کمیته بین‌المللی المپیک، اتحادیه جهانی کشتی، اتحادیه جهانی ورزشکاران، سازمان ملل و عفو بین‌الملل منتشر کرده است. او در این کارزار، پرونده نوید افکاری را به‌طور کامل شرح داد و خواستار فشار به ایران برای لغو این حکم شد.
دانا وایت رئیس UFC نیز در پیامی از مقامات ایران درخواست کرد که از اعدام کردن نوید افکاری دست نگه دارند.
مجید فلاح قهرمان موی‌تای جهان در صفحه اینستاگرامش نوشت: «من هم یک نوید افکاری هستم. جوانان آزادیخواه ایران‌زمین را نکشید».
از کشتی‌گیران ایرانی نیز محمدعلی گرایی، محمدرضا گرایی، مهدی علیاری، علی‌اکبر دودانگه، سردار پاشایی، امین طاهری، ایوب آزموده، محمد طلایی، حسین نوری، محمد فقیری، عزت‌الله اکبری، حسین شهبازی، محمدرضا آذرشکیب، فرشاد علیزاده، محمد نصرتی، خیرالله قهرمانی، حمیدرضا جمشیدی، امیررضا ده‌بزرگی، کیوان رضایی و حامد تاب به کمپین لغو اعدام نوید افکاری پیوسته و خواستار لغو این حکم شده‌اند.
وحید بنا، کاپیتان پیشین تیم ملی جودو و همچنین سام احسان رجبی قهرمان جوجیتسو برزیلی جهان نیز اعتراض خود را به حکم اعدام نوید افکاری ابراز کرده‌اند.
روز ۱۲ شهریور ۱۳۹۹، حسن نایب‌آقا، ملی‌پوش پیشین فوتبال ایران، از تهیه نامه‌ای خطاب به مجامع جهانی خبر داد که تاکنون ۶۲ ورزشکار و قهرمان ایرانی آن را امضا کرده‌اند و از این مجامع می‌خواهند برای توقف حکم اعدام نوید افکاری تلاش کنند. به گفته او، حدود بیست نفر از ملی‌پوشان رشته‌های فوتبال، کشتی آزاد و کشتی فرنگی، دو و میدانی، وزنه‌برداری، شمشیربازی، تنیس و تکواندو، تاکنون این نامه را امضا کرده‌اند از جمله سولماز ابوعلی (قهرمان کاراته آمریکا)، گلپر پرورده (نایب قهرمان ژیمناستیک اروپا)، اسکندر فیلابی، محمد قربانی (قهرمان کشتی جهان)، و ده نفر از اعضای سابق تیم ملی فوتبال.
بن اسکرن، قهرمان هنرهای رزمی و کشتی‌گیر المپیکی آمریکایی، در توئیتی نوشت: نوید افکاری به خاطر حضور در اعتراضات مسالمت‌آمیز با حکم اعدام مواجه است. او از همه کسانی که برای تحقق عدالت اجتماعی تلاش می‌کنند خواست که در این باره دست به اعتراض بزنند تا این حکم لغو شود.
یوهانس هربر، مدیر جامعه ورزشکاران دو و میدانی آلمان، روز ۱۹ شهریور ۱۳۹۹، گفت: «به عنوان اعضای جامعه ورزشکاران باید از خود و یکدیگر محافظت کنیم. نباید در برابر شکنجه و حکم اعدام یک ورزشکار به خاطر شرکت در تظاهرات مسالمت‌آمیز ساکت بنشینیم». آلفونس هوئرمن، رئیس کنفدراسیون ورزش‌های المپیک آلمان، نیز گفت که آن‌ها به شدت در مورد سرنوشت نوید افکاری نگران هستند. او افزود: «ما نیز به موج اعتراض‌های بین‌المللی می‌پیوندیم و از حکومت ایران می‌خواهیم ضمن لغو حکم اعدام امکان برگزاری یک محاکمه عادلانه به عنوان حق اساسی متهم را برای او فراهم کنند».
توماس باخ، رئیس کمیته بین‌المللی المپیک، از حکومت ایران خواست که این حکم را لغو کند و گفت: «با وجود احترام به استقلال کشورهای دیگر و قوه قضائیه آن‌ها در مورد سرنوشت نوید افکاری به شدت نگران هستیم و در این مورد با کمیته المپیک و فدراسیون کشتی ایران تماس گرفته‌ایم».
الکساندر مدوید، کشتی‌گیر سابق شوروی، برنده ده مدال طلای جهان و المپیک و «یکی از بهترین آزادکاران تاریخ» در واکنش به صدور حکم اعدام نوید افکاری گفت: «در عالم هستی هیچ‌کس حق ستاندن زندگی کسی را ندارد. باید به زندگی ارزش گذاشت، زندگی مهم‌ترین پدیده است. من از مقامات ایرانی می‌خواهم مجازات اعدام علیه نوید افکاری را لغو کنند.» او در ادامه اضافه کرد در صورتی که این جوان زنده بماند، می‌تواند در آینده مدال‌های بیشتری برای کشورش به ارمغان بیاورد.
فرانک اشتبلر، دارنده سه مدال طلای کشتی فرنگی جهان؛ براندون اسلی، قهرمان کشتی آزاد المپیک؛ سالی رابرتز، دارنده دو نشان جهانی کشتی زنان و آلینه فوتر- فوکن، زن کشتی‌گیر آلمانی و برنده مدال قهرمانی جهان، به این حکم اعدام واکنش نشان دادند.

### پس از اجرای اعدام
|              | رضا پهلوی | توییتر |
| @PahlaviReza |           |        |

             سران حکومت اسلامی بدانند که با قتل و دفن شبانهٔ جوانی بی‌گناه و محروم کردن مادر دردمندش از آخرین ملاقات، صدای اعتراض ملتی به تنگ آمده را خاموش نخواهند کرد. از هر نوید بر خاک افتاده، هزاران نوید در هر کوی و برزن این سرزمین مقدس خواهد رویید.
         

        ۱۳ سپتامبر ۲۰۲۰

خبر اعدام نوید افکاری با واکنش‌های گسترده بین‌المللی مواجه شد و رسانه‌های خبری بین‌المللی مانند سازمان عفو بین‌الملل شبکه خبری سی‌ان‌ان فاکس نیوز روزنامه گاردین یاهو نیوز وبسایت المپیک سی‌بی‌اس نیوز شبکه خبری الجزیره روزنامه نیویورک تایمز بخش بریتانیا بی‌بی‌سیایندیپندنت بریتانیا یورونیوز دیلی میل و جروزالم پست خبر اعدام او را پوشش دادند.
- پنج گزارشگر ویژه و کارشناس ارشد حقوق بشر سازمان ملل متحد طی یک بیانیه اعدام نوید افکاری را «عمیقاً آزاردهنده» خواندند و مقامات جمهوری اسلامی را به استفاده از اعدام یک ورزشکار برای «ترساندن مردم در این شرایط ناآرامی‌های اجتماعی» متهم کردند. این کارشناسان در ادامه از جمعه جهانی خواستند که نسبت به این اقدام جمهوری اسلامی «به شدت» واکنش نشان دهند و نوشتند: «اعدام نوید افکاری، دومین اعدام در رابطه با اعتراضات در دو ماه گذشته و همراه با تکرار نگران کننده صدور احکام اعدام معترضان بوده است که این موضوع نگرانی‌ها دربارهٔ واکنش مقامات ایرانی به اعتراضات و هر گونه ابراز مخالفت یا اظهار نظر را افزایش می‌دهد.» و اضافه کردند: «اگر افکاری در قتل گناهکار بوده است، چرا دادگاه او پشت درهای بسته و با استفاده از اعترافات اجباری تحت شکنجه انجام شده است؟ اعدام نوید افکاری به صورت فراقضایی و خودسرانه انجام شده، و حکم او در دادگاهی صادر شده که حتی ابتدایی‌ترین اصول شکلی و ماهوی یک روند قضایی عادلانه در آن رعایت نشده است».[۱۰۲][۱۰۳]
- سازمان حقوق بشر ایران، در طی یک بیانیه اعدام نوید افکاری را «اقدام جنایتکارانه» توصیف کرد و از جامعه جهانی خواستار واکنش شدید برای محکومیت این اقدام شد. محمود امیری مقدم، مدیر سازمان، در ادامه گفت این اعدام «یک جنایت محسوب می‌شود و مسئولیت این جنایت بیش از هرکس بر عهده رهبر جمهوری اسلامی، علی خامنه‌ای، و رئیس قوه قضائیه، ابراهیم رئیسی، است.» و همه افرادی که در اعدام نوید افکاری نقش داشتند «در کنار صداوسیمای جمهوری اسلامی برای پخش سناریوی دروغین، باید در قبال این جنایت پاسخگو باشند».[۱۰۴][۱۰۵]

از شنیدن خبر اعدام همکار ورزشکارمان نوید افکاری آشفته هستیم. در روزهای گذشته، کمیته بین‌المللی المپیک تمام حمایت خود را برای نجات جان نوید به کار بست. بسیار ناراحتیم که تلاش ما و جامعه ورزش هدف دلخواه خود را به همراه نداشت.
در این لحظات بسیار سخت، با خانواده و دوستان نوید همدردی می‌کنیم.

- مایک پومپئو، وزیر امور خارجه ایالات متحده آمریکا، در توییتی با هشتگ «نویدمان را کشتند» اعلام کرد «اعدام نوید افکاری توسط رژیم ایران عملی شرورانه و بی‌رحمانه است. ما آن را به شدیدترین شکل محکوم می‌کنیم. حتی با استانداردهای حقیرانهٔ این رژیم، این عمل ضربه‌ای سخت به کرامت انسانی است، صدای مردم ایران خاموش نخواهد شد. امروز ما در کنار خانوادهٔ نوید افکاری و ایرانیان سوگوار از دست این رژیم وحشی و بی‌رحم ایستاده‌ایم. زندگی و مرگ او فراموش نخواهد شد.»[۱۰۶]
- دیانا الطحاوی مدیر خاورمیانه و شمال آفریقای سازمان عفو بین‌الملل در بیانیه‌ای گفت: «اعدام مخفیانه امروز صبح نوید افکاری قهرمان کشتی، بدون آنکه خود او، خانواده یا وکیلش پیشتر از این برنامه با خبر شده باشند، آن هم بعد از محاکمه‌ای غیرعادلانه، تمسخر هولناک عدالت است که باید فوراً با اقدام بین‌المللی مواجه شود.»[۶]
- ۱۲ سپتامبر ۱۳۹۹ سازمان عفو بین‌الملل در بیانیه‌ای گفت: ما بخاطر اعدام مخفیانه نوید افکاری، کاملاً در شوک، بهت و وحشت فرورفتیم. اعدام جوانی که آینده‌ای روشن در انتظارش بود. اجرای حکم اعدام وی با بی‌توجهی به اصول اساسی عدالت صورت گرفت. عفو بین‌الملل خواهان واکنش فوری جامعه بین‌المللی شد.[۱۰۷]
- روز دوشنبه ۱۳ شهریور ۱۳۹۹ اتحادیه اروپا با انتشار بیانیه‌ای، اعدام نوید افکاری را به شدیدترین لحن محکوم کرد و افزود که که به صراحت با استفاده از مجازات اعدام در هر شکل و شرایطی مخالف است و آن را مجازاتی بی‌رحمانه و غیرانسانی می‌داند.[۱۰۸]
- مریم رجوی پس از اعدام نوید افکاری در بیانیه‌ای گفت که مردم ایران به‌خصوص جوانان شجاع در برابر اعدام وحشیانه این فرزند شجاع شیراز آرام نخواهند گرفت و بخاطر اعدام ناعادلانه او، قیام خواهند کرد. وی افزود: «این اعدام تنها بر شعله‌های قیام مردم ایران می‌افزاید و اراده آنها برای سرنگونی این رژیم مذهبی و استقرار آزادی و دموکراسی را تقویت خواهد کرد». رجوی ضمن درخواست اقدام از اتحادیه اروپا و سازمان‌های بین‌المللی هرگونه سکوت و بی‌عملی را چراغ سبز دادن و همدستی با این رژیم دانست.[۱۰۹][۱۱۰]
- جو بایدن، معاون رئیس‌جمهور ایالات متحده آمریکا و نامزد ریاست‌جمهوری ایالات متحده، در توییتی اعلام کرد «اعدام ظالمانهٔ نوید افکاری یک مضحکه است، هیچ کشوری نباید معترضان مسالمت آمیز را دستگیر، شکنجه یا اعدام کند.»[۱۱۱] جو بایدن در یادداشتی در شبکه خبری سی ان ان از سیاست حقوق بشری دونالد ترامپ در مقابل ایران انتقاد کرد و وعده داد در صورت پیروزی در انتخابات ۲۰۲۰ آمریکا، حکومت جمهوری اسلامی را بخاطر نقض حقوق بشر مانند اعدام نوید افکاری و حبس زندانیان سیاسی مثل نسرین ستوده مجبور به پاسخگویی کند.[۱۱۲]
- اتحادیه جهانی کشتی با صدور بیانیه‌ای اعدام غیرمنتظره نوید افکاری را ویرانگر خواند و با همدردی با خانواده‌اش، در بیانیه آورده است که باعث تاسف است، تلاش‌های کشتی‌گیران سراسر جهان و اتحادیه جهانی کشتی برای جلوگیری از اعدام به نتیجه نرسیده است.[۱۱۳]
- روز سه‌شنبه ۶ آبان ۱۳۹۹ جاوید رحمان، گزارشگر ویژه سازمان ملل متحد در امور حقوق بشر ایران، در مجمع عمومی سازمان ملل طی سخنانی اعدام نوید افکاری، قهرمان کشتی، توسط جمهوری اسلامی را که در پی حضور در اعتراضات بازداشت شده بود را محکوم کرد و گفت: «این نقض فاحش حق زندگی، به رغم وجود ادعاهایی مبنی بر اخذ اعترافات اجباری در نتیجه شکنجه و سایر موارد جدی نقض دادرسی عادلانه، تازه‌ترین مورد اعدام از یک رشته احکام اعدام مرتبط با اعتراضات است.»[۱۱۴]

### تحریم دیدار با محمدجواد ظریف
روز ۲۶ شهریور ۱۳۹۹، مایک پومپئو وزیر خارجه ایالات متحده در صفحه توئیتر خود اعدام نوید افکاری را بار دیگر به شدت محکوم کرد و آن را اقدامی «نفرت‌انگیز» نامید و از رهبران جهان خواست مادامی که ایران برادران نوید افکاری و زندانیان خارجی را آزاد نکند، برای میزبانی از محمدجواد ظریف، وزیر خارجه ایران، برنامه‌ریزی نکنند. او نوشت که «حکومت جواد ظریف پس از شکنجه سبعانه مرد جوانی، او را اعدام کرد تا معترضان ایرانی را مرعوب کند». و در ادامه توئیت خود تأکید کرد: «دموکراسی‌های سراسر جهان تعهد اخلاقی دارند که محکم در برابر سبعیت این رژیم بایستند و آن را رد کنند» و این «رفتار غیرانسانی رژیم ایران باید تبعاتی داشته باشد». وزیر خارجه آمریکا سپس به لغو سفرهای اروپایی محمدجواد ظریف اشاره کرد و آن را «گام اولیه و مهم» دانست که رهبران جهان در این راستا برداشته‌اند.

### کارزار اتحاد برای نوید
در مهرماه ۱۳۹۹، یک کارزار به اسم «اتحاد برای نوید» توسط تعدادی از فعالان حقوق بشر و ورزشکاران ایرانی به راه افتاد که خواستار حذف ایران از بازی‌های المپیک تابستانی ۲۰۲۱ توکیو شدند. چهره‌های ورزشی و سیاسی ایران پیام تصویری خود را با هشتگ «#United4Navid» منتشر کردند و از کمیته بین‌المللی المپیک و فدراسیون بین‌المللی فوتبال خواستند که جمهوری اسلامی را از شرکت در بازی‌های المپیک و مسابقات فوتبال تعلیق کند.
مسیح علی‌نژاد خبرنگار و فعال حقوق زنان ایرانی، سردار پاشایی کشتی‌گیر پیشین، شیرین عبادی برنده جایزه صلح نوبل، محمدرضا فغانی داور فوتبال، فاطمه آقاجانی کوهنورد، تونیا ولی‌اوغلی شناگر پیشین، نازنین بنیادی بازیگر و فعال حقوق بشر، امیر کمالی دونده پیشین، سودابه لشکری بازیکن پیشین کریکت، شیوا امینی بازیکن پیشین فوتسال، مجید فلاح قهرمان پیشین ورزش‌های رزمی، و فاطمه سپهری فعال سیاسی، به این کمپین پیوستند. سازمان ورزشی «گلوبال اتلیت» طی یک بیانیه، ناکامی کمیته بین‌المللی المپیک در دفاع از حقوق ورزشکاران «از جمله عدم حمایت از ورزشکارانی که دستگیر، شکنجه، و اعدام می‌شوند» را «شانه‌خالی کردن شرم‌آور این نهاد از انجام مسئولیت» توصیف کرد.

## تحریم قاضی نوید افکاری
روز پنج شنبه ۳ مهر ۱۳۹۹، وزارت خزانه‌داری ایالات متحده آمریکا دو قاضی ایرانی، سه زندان و یک دادگاه ایران را تحریم کرد. محمود ساداتی، قاضی دادگاه نوید افکاری که حکم به اعدام او داد، به همراه محمد سلطانی قاضی دادگاه انقلاب مشهد به لیست تحریم‌های آمریکا اضافه شدند. همچنین زندان‌های ارومیه، عادل‌آباد شیراز و وکیل‌آباد مشهد به همراه شعبه اول دادگاه انقلاب شیراز به لیست سیاه آمریکا اضافه شده‌اند.
مایک پومپئو، وزیر خارجه ایالات متحده آمریکا نیز در بیانیه‌ای این تحریم‌ها را تأیید و گفت این افراد و نهادهای قضایی به دلیل نقش آنها در شکنجه بیرحمانه، غیرانسانی و تحقیرآمیز، بازداشت‌های خودسرانه افراد به دلیل انجام مراسم مذهبی، اجتماع مسالمت آمیز و ابراز نظر مورد تحریم قرار گرفته‌اند. مایک پومپئو تصریح کرد: براساس گزارش‌ها، قاضی سید محمود ساداتی در تأیید حکم اعدام نوید افکاری در دادگاه تجدید نظر دست داشته است. او در ادامه ضمن محکوم کردن اعدام نوید افکاری، از جامعه بین‌المللی خواست که همانند ایالات متحده در راستای پاسخگو کردن حکومت ایران دست به اقدام بزنند. مایک پومپئو همچنین تصریح کرد که ایران دستگاه قضایی خود را به یک دستگاه ظالمانه سرکوب تبدیل کرده است.
در روز چهارشنبه ۲ مهر ۱۳۹۹، الیوت آبرامز نماینده ویژه آمریکا در امور ایران و ونزوئلا، در جلسه استماع کمیته روابط خارجی سنای آمریکا با اعلام اولیه این خبر گفت قضات دادگاه‌های انقلاب «عدالت را به تمسخر گرفته» و حکم‌هایشان را از «آیت‌الله‌ها» می‌گیرند.